# Joaquim Geraldo Corrêa
Joaquim Geraldo Corrêa também conhecido como Zizinho (2 de abril de 1914, São José do Rio Preto - Araçatuba, 19 de março de 2000) foi um político brasileiro prefeito do município de Araçatuba por três vezes: 1947 (nomeado); de 1948 a 1951 e de 1956 a 1959 (eleito) além de vereador por dois mandatos.Foi o prefeito do cinquentenário de Araçatuba.
Corrêa foi o criador da lei que originou a Guarda Municipal de Araçatuba, na época composta por um grupamento de 20 homens que faziam a vigia a cavalo ou a pé. Fez também uma reforma na Praça Rui Barbosa no cinquentenário da cidade removendo seu coreto e trocando-o por uma concha acústica, alteração que permaneceu até a administração de Waldir Felizola de Moraes, que o reconstruiu como o original.Ainda teve participação importante na construção da primeira ponte do sobre o Rio Tietê, trocando inclusive de partido para agradar o governador Adhemar de Barros.